# حلوان (حي)
حي حلوان أحد أحياء جنوب القاهرة القديمة الراقية العريقة على شاطئ النيل، يبلغ التعدد الرسمي لقسم حلوان، حسب التعداد التقديري سنة 2023 حوالي 557620 نسمة.

## تاريخ
كانت حلوان محافظة من نفس الاسم

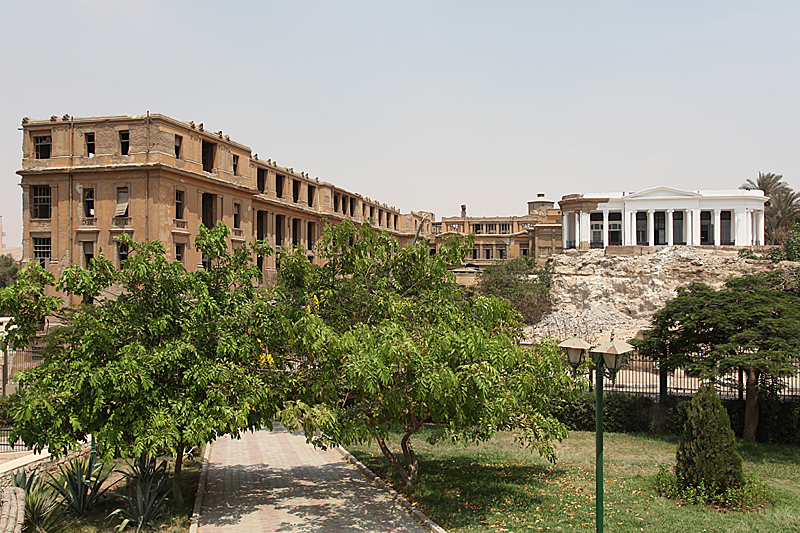
ركن فاروق استراحة ملكية في عهد الملك فاروق

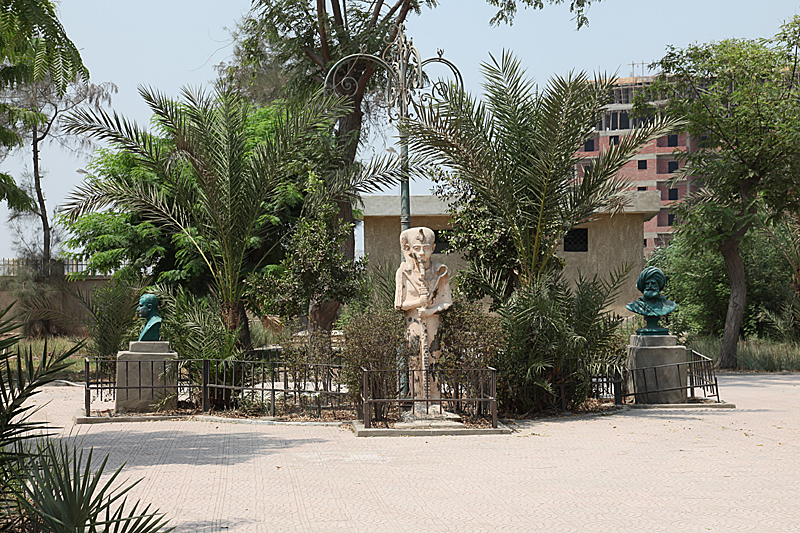
متحف الشمع، حلوان

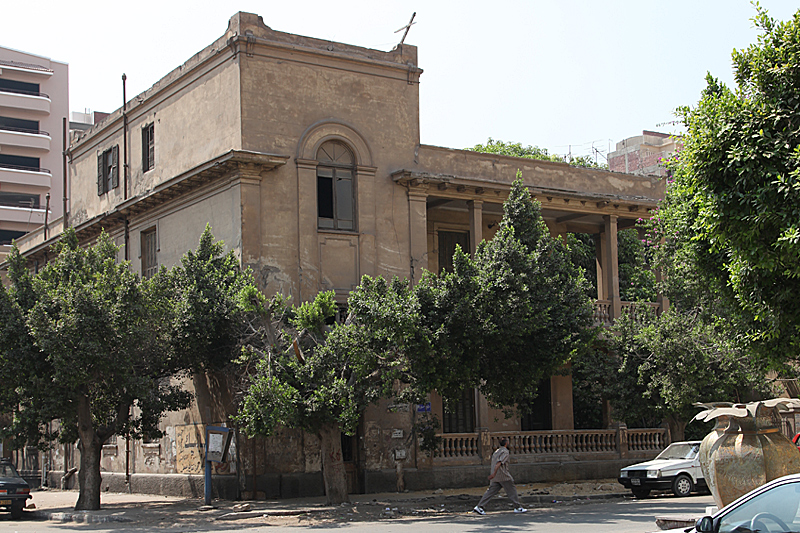
فيلا قديمة بحلوان

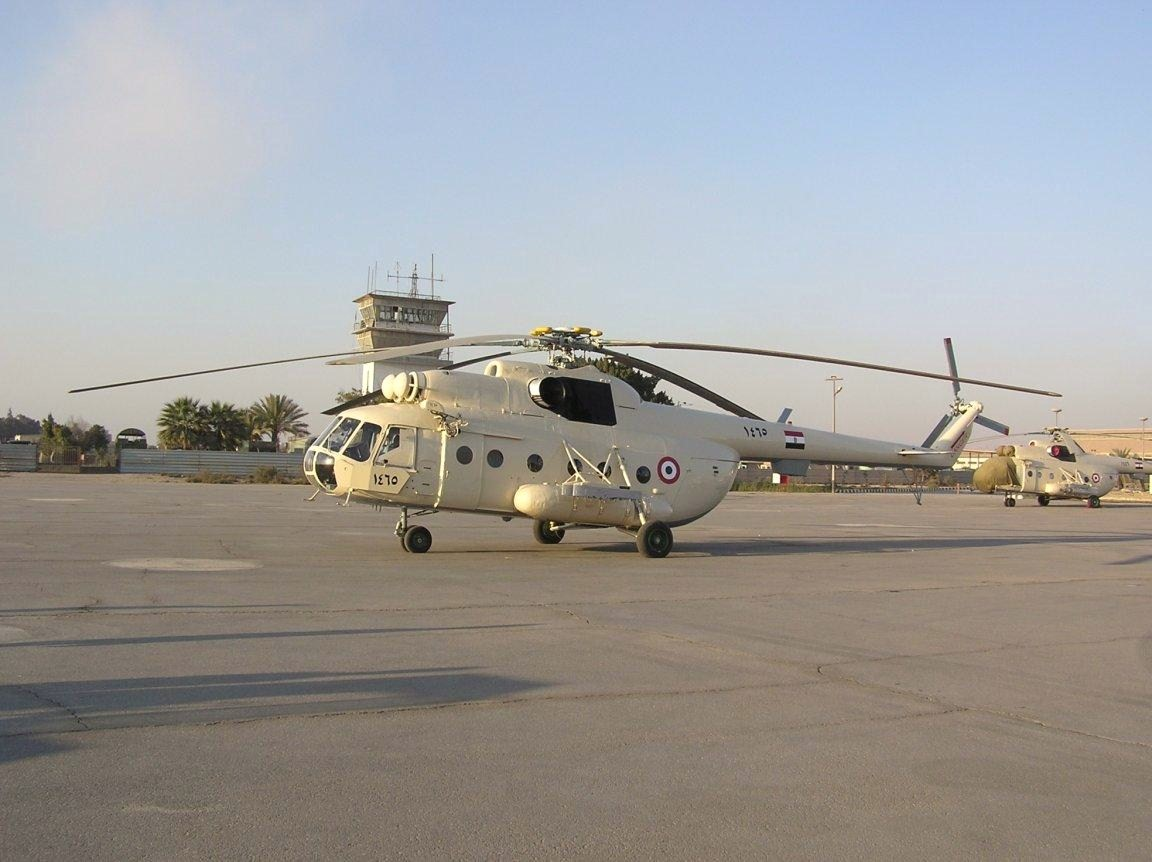
مروحية إم إي-8 ب في حلوان

وهب الله حلوان مياهاً معدنية وكبريتية مما جعلها تلعب دوراً هاماً في مجال السياحة وجذب السياح الأجانب والعرب طوال الأعوام السابقة وذلك لما لهذه المياه من أهمية كبيرة في علاج كثير من الأمراض المستعصية.
وقد اشتهرت حلوان بعيونها الكبريتية وظهرت أهمية مياه عيون حلوان في عهد عباس باشا الأول حيث أصيب بعض رجال الجيش بمرض الجرب ولما اغتسلوا من مياه العيون اختفت أعراض مرضهم وعادوا أصحاء.
ونظراً لأهمية هذا الموقع المتميز بحكم وجوده في ملتقى طرق نيلية وصحراوية والمساحة الكبيرة التى تشغلها مدينة حلوان فقد ضمت بين جنباتها بالإضافة إلى الأماكن السياحية والعلاجية المتعددة مجموعة هائلة من القلاع الصناعية ( مدنية وحربية ) مما جعلها في النهاية تمثل وبحق قلعة السياحة والصناعة معا كما تعتبر من أهم أحياء عاصمة مصر لما تقدمه للمواطنين وضيوفها من خدمات سياحية وعلاجية وما تعود به مصانعها من موارد اقتصادية.

حلوان في الثلاثنيات

حلوان واحدة من أقدم مدن مصر و كانت في الأصل مدينة فرعونية وفيها يوجد أقدم سد مائي في التاريخ بمنطقة وادي حوف، في وادى جراوى جنوب التبين في عصر ما قبل الاسرات.
ولكنها إندثرت عبر العصور إلى أن أحياها عبد العزيز بن مروان والى مصر من قبل الأمويين و كان قد خرج من الفسطاط العاصمة أن ذاك  متجهاً إلى الجنوب بعد أن دب الوباء في الفسطاط فأعجبته حلوان فاتخذها عاصمة مؤقتة لولاية مصر  وأنشأ الدور و القصور و غرس فيها البساتين  إلى أن توفي فيها رحمه الله فنُقل منها إلى الفسطاط عن طريق النيل و فيها ولد ابنه أمير المؤمنين الخليفة الأموي عمر بن عبد العزيز.
جاء في الخطط التوفيقية لعلي مبارك أن اسم حلوان أطلق علي ثلاث مناطق في العالم الأولي في «خراسان» في نيسابور والثانية في العراق «مما يلي الجبال من بغداد»، أما في مصر فقد سميت علي اسم «حلوان بن عمران بن الحاف بن قضاعة» إذ أقطعه أحد الملوك هذه المنطقة فسميت باسمه أما حلوان المصرية.. أو ضاحية حلوان قديماً، فقد ذكرها علي مبارك بقوله: «هي قرية فوق مصر من شرقي النيل بينها وبين الفسطاط نحو فرسخين.
كما أنها قرية نزهة «كما ذكر ياقوت الحموي» في معجم البلدان» وفي خطط المقريزي، أنها «أي حلوان» تنسب إلي حلوان بن عمرو بن امرؤ القيس ملك مصر بن سبأ بن يشجب بن يعرب بن قحطان وحلوان هذا «أي الرجل» كان بالشام علي مقدمة جيش أبرهة ذي المنار التبابعة، فعلي هذا القول يكون لهذه القرية ألف وثلثمائة وثمان وخمسون سنة تقريباً.. مسماة معمورة.
ويقول المقريزي ومن بعده علي مبارك أيضاً في خططهما: «وفي تاريخ الفرنساوية إنها علي شط النيل بينها وبين الفسطاط نحو ثمانية فراسخ، وأنها كانت تسمي في العصر القديم «البان» وكانت إحدي المدائن المشهورة بمصر ثم أخني عليها الدهر «أي جار عليها الزمن» حتي اضمحلت إلي أن قيض الله لها عبدالعزيز بن مروان حين تولي حكم وادي النيل فأعجبه هواؤها فجددها وأصلحها وسبّب نزوله بها أنه حرص علي التردد عليها.. وتأسيس مقام له فيها».
أما المقريزي فقد حقق إضافة أخري فقال إن الطاعون وقع بالفسطاط فخرج منها عبدالعزيز ونزل بحلوان داخل الصحراء، في موضع يقال له «أبو قرقورة» وهو رأس العين التي حضرها عبد العزيز وساقها إلي نخيلة التي غرسها بحلوان ونقل أيضاً عن ابن الكندي أن الطاعون وقع بمصر سنة سبعين فخرج منها عبدالعزيز ونزل بحلوان فأعجبيه فسكنها وجعل بها الحرس والأعوان والشرطة وبني بها الدور والمساجد وعمرها أحسن عمارة وغرس نخيلها وكرومها ولم تزل العمارات تزداد بها مدة إقامته فيها وهي أكثر من خمس عشرة سنة.
وفي عام 1849 أرسلت حكومة الخديوي عباس الأول بعض الجنود، عملاً بنصيحة أستاذ بمدرسة الطب بالقاهرة لاستغلال المياه الكبريتية وبني خزان خشبي للعيون وألحق به غرفتان صغيرتان، وكان لنجاح التجربة علي الجنود الأثر العظيم في جذب عدد كبير من المصريين إلي عيون حلوان، كذلك توافد عليها الأوروبيون علي نحو متقطع ومحدود لعدم وجود مكان لائق للإقامة ولبعد حلوان عن القاهرة وتعذر الوصول إليها.
وفي عام 1868 أرسل الخديوي إسماعيل إلي حلوان لجنة من رجال العلم للدراسة ولكتابة تقارير عن مياه حلوان الصحية.
وبمجرد تلقيه التقرير أمر نظارة الأشغال العمومية ببناء حمام في موقع العيون وأثناء حفل وضع الأساسات عثر علي حوض دائري بقطر ثمانية أمتار تقريباً مبني بالطوب الأحمر سمكه 25 سنتيميراً ومبطن بالحجر الجيري وبجانب هذا الحوض وجد بعض الأعمدة المكسورة والقواعد والتيجان، وكان هذا الحوض يجمع أربع عيون تتدفق بمعدل ستمائة قدم مكعب من المياه في الساعة ويعتقد أن يكون هذا هو الحمام الذي تحدث عنه المقريزي،
ويقول الدكتور «ريل» الذي أصبح مديراً للحمامات فيما بعد أنه في عام 1870 توقف العمل في المشروع وترك الموقع في حماية حارسين من البدو، ثم تقدم الدكتور ريل إلي الخديوي إسماعيل بطلب مائتي جنيه لبناء حمام مؤقت، وخيام ومعدات من نظارة الحربية «وزارة الحربية» وبهذا الشكل البدائي افتتح الدكتور ديل الحمام في 2 يوليو 1871، ودعا الجمهور للاستفادة من المياه الكبريتية فأتاه الزوار المصريون والأجانب من القاهرة والإسكندرية بأعداد فاقت كل استعداداته وتصوراته.
وكان من أولئك الزوار زوجة الخديوي إسماعيل التي حضرت بصحبته وحاشيته، وفي خلال ثلاثة أسابيع من العلاج حققت زوجة الخديو تقدماً كبيراً، الأمر الذي دعا الخديوي «الذي كان يتردد بانتظام علي حلوان - أن يحول المنطقة إلي منتجع صحي وكثرت الحمامات هناك.
ومنها حمامات للأوروبيين وحمام خاص للخديوي وأربعة عشر حماماً للعامة، كما بني فندقاً صغيراً هناك ضم 40 غرفة وسمي آنذاك «جراند أوتيل» ثم تغير اسمه إلي «فندق الحمامات الكبير».
وفي عام 1909 عرفت حلوان بمدينة حديثة تقع علي بعد حوالي 24 كيلو متراً جنوب القاهرة، وحوالي ثلاثة كيلو مترات شرق النيل، وهذا الموقع فرضته الطبيعة ولم يختره الإنسان.
وقد بنيت المدينة علي هضبة ترتفع حوالي 35 متراً فوق سطح النهر ويزيد ارتفاعها في اتجاه الشرق وتلال العرب إلي أن يصل الارتفاع إلي حوالي 75 متراً، وفوق هذه الهضبة تتفجر عيون المياه الكبريتية والعيون المعدنية التي أنشئت حولها حلوان.
وقيل في رواية أخري.. إن حلوان اكتسبت اسمها من قرية حلوان القديمة علي ضفة النيل الغربية المقابلة لقرية البدرشين وفي هذا الوقت بنية ضاحية حلوان حول الحمامات بأمر الخديوي ومنح راغبو البناء العديد من التسهيلات لتشجيعهم علي تعمير الضاحية.
وقبل إنشاء الخط الحديدي بين القاهرة وحلوان كان الانتقال يتم بـ«الأومنيبوس» أي «الأتوبيس» الذي تجره أربعة بغال ويتسع لستة مقاعد وكان يقوم بثلاث رحلات أسبوعياً وكان يعود في اليوم الثاني من وصوله لضاحية حلوان وعندما تولي الخديوي توفيق عرش البلاد أهتم بصفة خاصة بحلوان وبني قصراً هناك واهتم بجعله متنجعاً صحياً من الدرجة الأولي، وقد بنيت معظم الضاحية في عهده حتي إنه توفي في قصره بحلوان  عام 1892 وبعد وفاته توقفت حركة التعمير هناك وفي عام 1899 أفتتح الخديوي عباس حلمي الثاني رسمياً مؤسسة جديدة للحمامات قامت ببنائها شركة سكك حديد مصر - حلوان، وتم تأجير المؤسسة لشركة «جورج نونجوفيتش»، وفي حلوان كان يقع المرصد ومركز الأرصاد الجوية.
ومن الشخصيات التي كانت تتردد علي حلوان للاستشفاء بمياهها نذكر الأمير ليوبولد «الذي كان وصياً علي عرش بافاريا» والإمبراطورة الحزينة «اليزابيث» ملكة النمسا والمجر وملكة السويد وأمير ويلز «ملك بريطانيا» إدوارد الثامن، كما كان اللورد كرومر من المترددين بانتظام أيضاً علي الضاحية.
وكان من طرق الاتصال بين القاهرة وحلوان «السكك الحديدية» ونهر النيل، وكانت القطارات حتي عام 1909 تسير بمعدل قطار كل نصف ساعة أثناء النهار وكانت تنطلق من باب اللوق.
وكان الملك فؤاد الأول قد نقل فندق الحياة إلي مصحة فؤاد الأول، وأنشأ ذو الفقار باشا الحديقة اليابانية في عام 1917، وانتهي منها في عام 1920، وبعد ذلك اشتري الملك فاروق كازينو سان جيوفاني» الذي تحول فيما بعد إلي ركن حلوان أو «متحف ركن فاروق» وفي عام 1939 انفجرت عين ماء طبيعية وهي «عين حلوان»، نقل متحف الشمع بحلوان من القاهرة الذي أسسه «فؤاد عبد الملك» في عام 1934 إلي حلوان علي مقربة من هذه العيون، وفي المتحف نجد نماذج مجسمة تجسد سائر الطقوس الشعبية وجوانب من تاريخ مصر وبعد ثورة يوليو تحولت حلوان من ضاحية للاستشفاء إلي قلعة صناعية وصولاً إلي عصرنا الحالي الذي شهدنا فيه تحول الكثير من مواطن وجوانب الجمال في هذه الضاحية المهمة إلي فوضي، وتهدم أو هدم الكثير من شواهدها وقصورها الخالدة.
وعبر العصور اندثرت حلوان الأموية أيضاً و لم يبقى منها شيء إلى أن أعاد بنائها الخديوي إسماعيل كمدينة للإستشفاء و الإستجمام مستغلاً مياه عيونها الكبيرتية فبنى فيها قصره الشهير و خط  الوزراء و الأمراء و البشاوات و علية القوم القصور من حوله فأضحت حلوان مدينة الرقي والجمال حتى ابتذلت في عصرنا فأصبحت مدينة التلوث و العشوائية .

### حلوان الأن
وعندما جاءت ثورة 23 يوليو كان من خطط الثورة أن تنشا أكبر مصانع البلد في محافظة حلوان في (المعصرة والتبين) اللتان أصبحتا منبعا للتلوث، لكن ظل حي حلوان بعيداً عن التلوث شيئاً ما نظراً لعدم وجود مصانع في قلب حي حلوان.
حلوان الحالية هي ضاحية من أكبر ضواحي القاهرة وهي بالفعل أكبر ضواحيها مساحة وتقع في أقصى جنوب القاهرة وتشمل ثلاثة أقسام قسم حلوان، وقسم التبين وقسم مدينة 15 مايو
وبها جامعة من أهم ومن أكبر جامعات مصر وهي جامعة حلوان ويقع حرم الجامعة في منطقة عين حلوان.
واشتهرت حلوان حديثاً بأنها أكبر مركز صناعي في القاهرة وأشهر مصانعها مصنع الحديد والصلب ومصانع الأسمنت والمصانع الحربية ومصنع النصر للسيارات ومصنع سيجوارت في المعصره والشركة المصرية لصناعة المعدات التليفونية (كويك تل) بالمعصرة ولكن تلك الطفرة الصناعية جعل بها شيئاً من التلوث. وقد تم تحويلهاإلى محافظة مستقلة عن القاهرة ولكن صدر قرار من مجلس الوزراء بضمها إلى محافظة القاهرة مرة أخرى بعد ثورة 25 يناير 2011.
أول سد مائى في التاريخ تم انشئه بوادى جراوى جنوب التبين في عصر ما قبل الاسرات.

## الحدود الإدارية للحي
تقع مدينة حلوان جنوبى التبين - ويحدها شمالاً حي المعصرة - ومن الشرق مدينة 15 مايو - ومن الغرب تشرف على نهر النيل.
- الحد الشمالي : المعصرة.
- الحد الجنوبي : حي التبين.
- الحد الشرقي : طريق الأوتوستراد ومدينة ١٥ مايو
- الحد الغربي : طريق كورنيش النيل

## الشياخات
- المساكن الاقتصادية.
- حلوان البحرية.
- حلوان البلد
- حلوان الشرقية.
- حلوان الغربية.
- حلوان القبلية.
- كفر العلو
- عين حلوان

## تقسيم

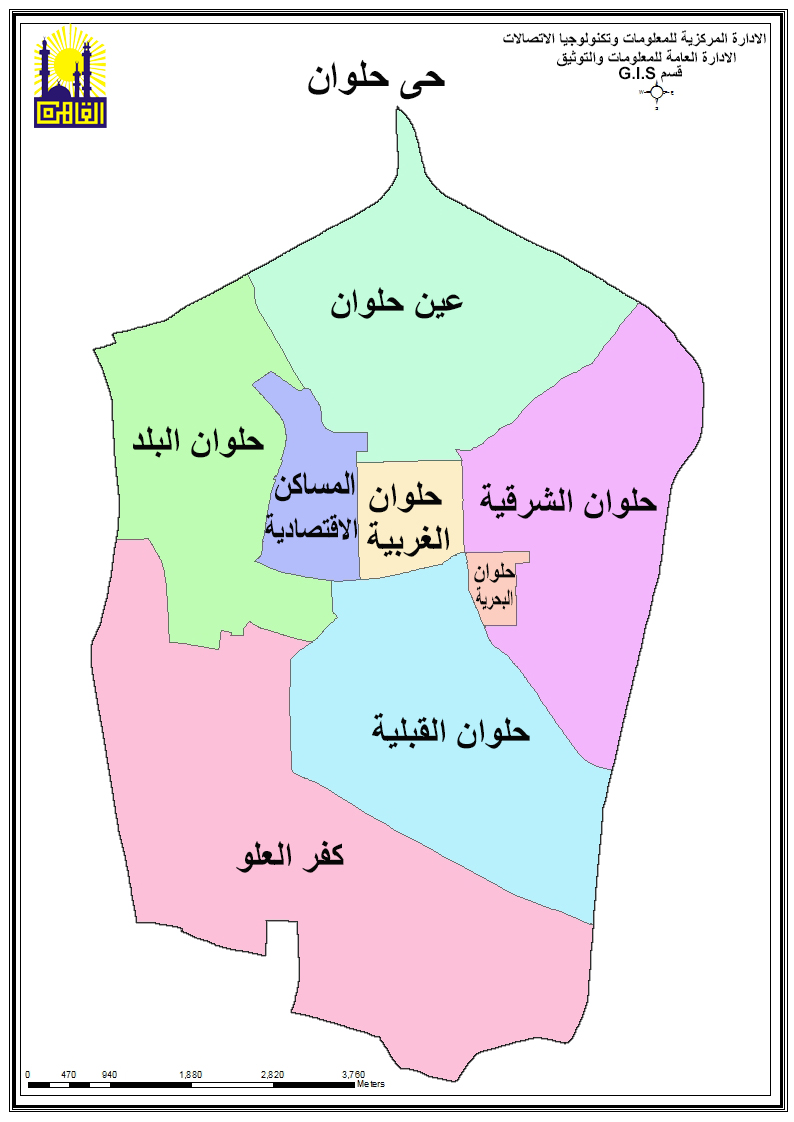
تقسيمات حي حلوان

### عين حلوان
عين حلوان هي إحدى ضواحي حي حلوان الراقية، التابع لجنوب القاهرة، بمحافظة القاهرة، في مصر.

### كفر العلو
كفر العلو أحد ضواحي محافظة القاهرة التابعة لحي حلوان، ومن أهم المدن الصناعية بحلوان ،تحتوي علي العديد من المصانع والشركات مثل شركة مصر حلوان للغزل والنسيج ومفكو حلوان للأثاث، ويقع بها مطار حلوان الجوي لتدريب الطائرات، يوجد بها مصنع أسمنت حلوان وهو من أحد المصانع الشهيرة للاسمنت في مصر.

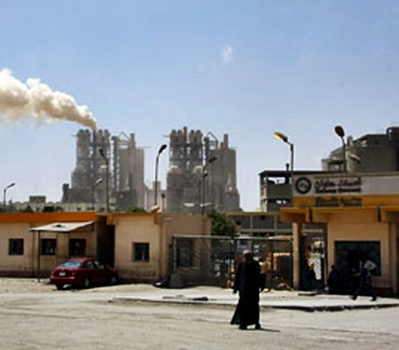
مصنع أسمنت حلوان

## أعلام
من الشخصيات المؤثرة في تاريخ مصر والمولودة في حلوان هم:
- الأديب جمال الغيطاني.
- دينا عبد العزيز عضو مجلس النواب المصري عن دائرة حلوان ببرلمان 2016.
- صالح باشا صبحى أحد أقدم ساكنى حلوان في بداية القرن التاسع عشر ويوجد شارع رئيسي بإسمه.
- لاعب كرة القدم السابق حسام حسن.
- لاعب كرة القدم السابق إبراهيم حسن.

وكان نبي الله موسى عليه السلام مولوداً فيها أيضاً

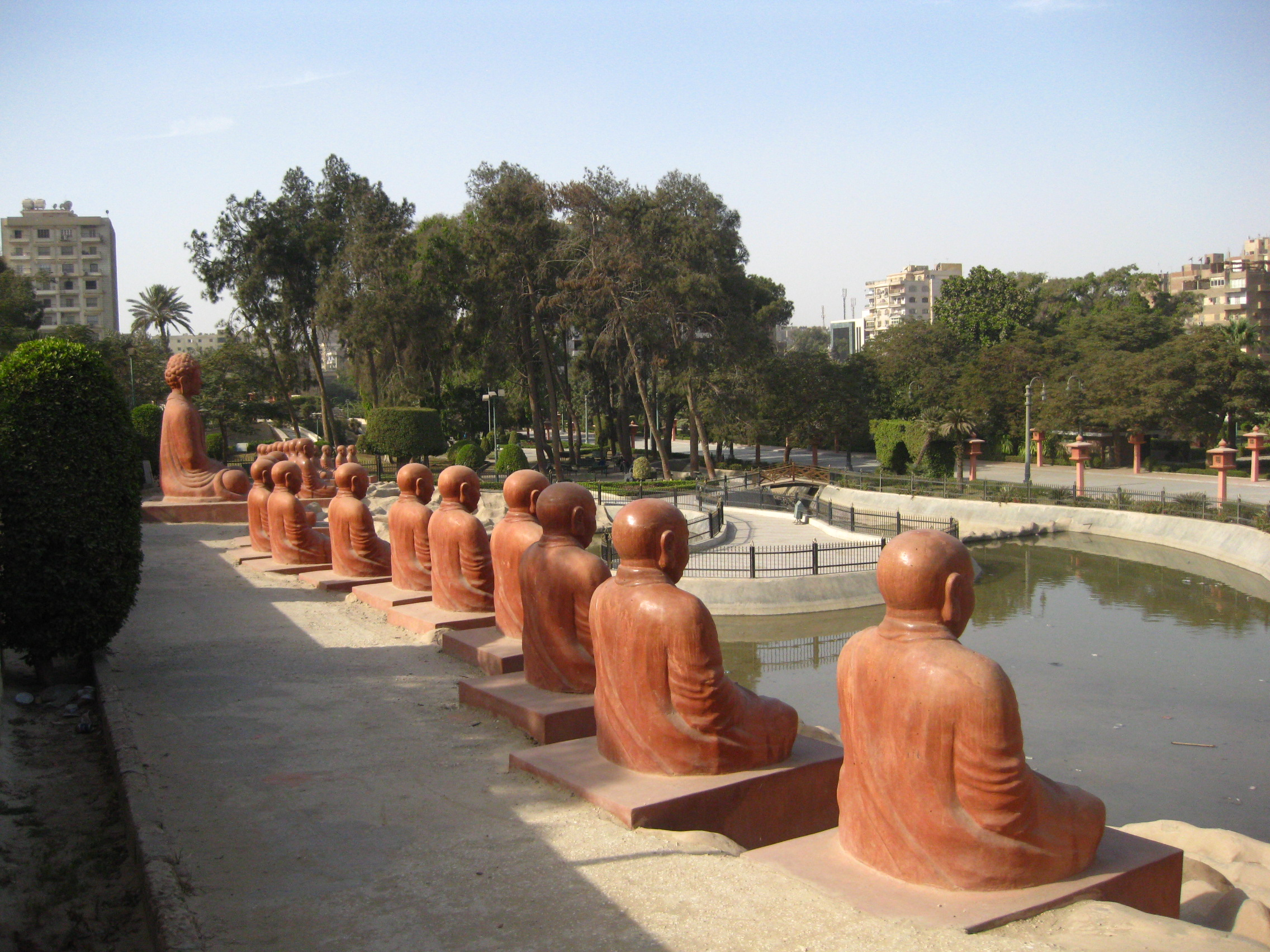
الحديقة اليابانية بحلوان

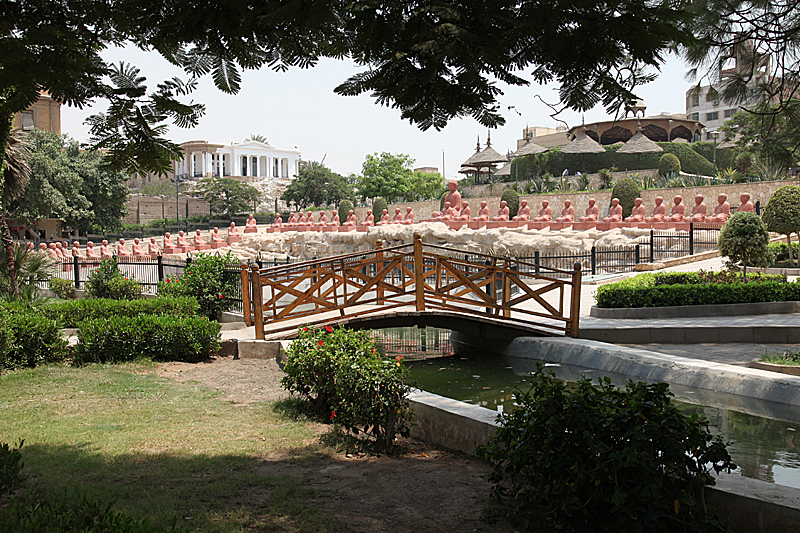
الحديقة اليابانية بحلوان

لاعب كرة القدم محمد عبد العظيم